# Božo Vrećo
Božo Vrećo (bosnisch Божо Врећо; * 18. Oktober 1983 in Foča; SFR Jugoslawien, heute Bosnien und Herzegowina) ist ein bosnischer nichtbinärer Sänger.

## Leben und Karriere
Božo Vrećo wurde als Kind bosnischer Serben am 18. Oktober 1983 in Foča geboren. Der Vater beging Suizid, als Božo fünf Jahre alt war. Vrećo wuchs mit der Mutter Mila und zwei Schwestern auf und wurde von der Mutter, die Malerin war, künstlerisch in Musik und im Malen unterstützt. Als feminin wirkender Junge litt Vrećo häufig unter Mobbing. In Belgrad absolvierte Vrećo einen Master in Archäologie und arbeite danach als Archäologieprofessor. Im Alter von 27 Jahren begann Vrećo mit dem Singen traditioneller Sevdah-Musik. In Sarajevo wurde Vrećo beim Singen in einem Café von einem lokalen Musiker entdeckt. Zusammen mit der Band Halka entstand 2013 Vrećos erste CD. Das erste Soloalbum Moj Sevdah entstand 2014. Ein Jahr später erschien die zweite CD mit Halka. Es folgte mit Halka eine größere Tournee.
Weitere Alben entstanden, und Vrećos Konzerte füllten die Hallen auch außerhalb des Balkan. Das vierte Album Pandora besteht ganz aus Vrećos eigenen Liedern.
Vrećo tritt sowohl als Frau als auch als Mann auf und sieht sich selbst als nicht binäre Person. Vrećo wird oft mit Conchita Wurst verglichen, betont jedoch, kein Drag-Performer zu sein. Conchita Wurst sei ein Alter Ego von Tom Neuwirth, während Vrećo authentisch auftritt. 
Vrećo erneuert ein traditionelles Frauengenre und verteidigt den Platz der Frauen in der bosnischen Gesellschaft, singt ihre Lieder. Vrećo trägt das Haar lang, schminkt die Augen mit Kajal und Lidschatten und kleidet sich in Kaftane, Kleider oder schwebende Mäntel, dreht sich und singt so auf der Bühne. Der Sevdah ist insbesondere in Bosnien-Herzegowina und Serbien beliebt, wird aber meist von Bosniaken interpretiert. Als bosnisch-serbischer Mensch schaffte es Božo Vrećo, ethnische, religiöse, kulturelle und geschlechtliche Barrieren zu überwinden.
Vrećo lebt und arbeitet in Sarajevo.

## Diskografie

### Alben
- 2013: Halka (mit Halka)
- 2014: O ljubavi (mit Halka)
- 2014: Moj sevdah
- 2017: Pandora
- 2018: Melek
- 2025: Sevdahology

### Kollaborationen
- 2020: Lacrimae (mit Edin Karamazov)

## Film
Für den Dokumentar-Kurzfilm Maldita – A love song to Sarajevo erhielt Vrećo 2023 den renommierten spanischen Filmpreis Goya.